# パイプマシン

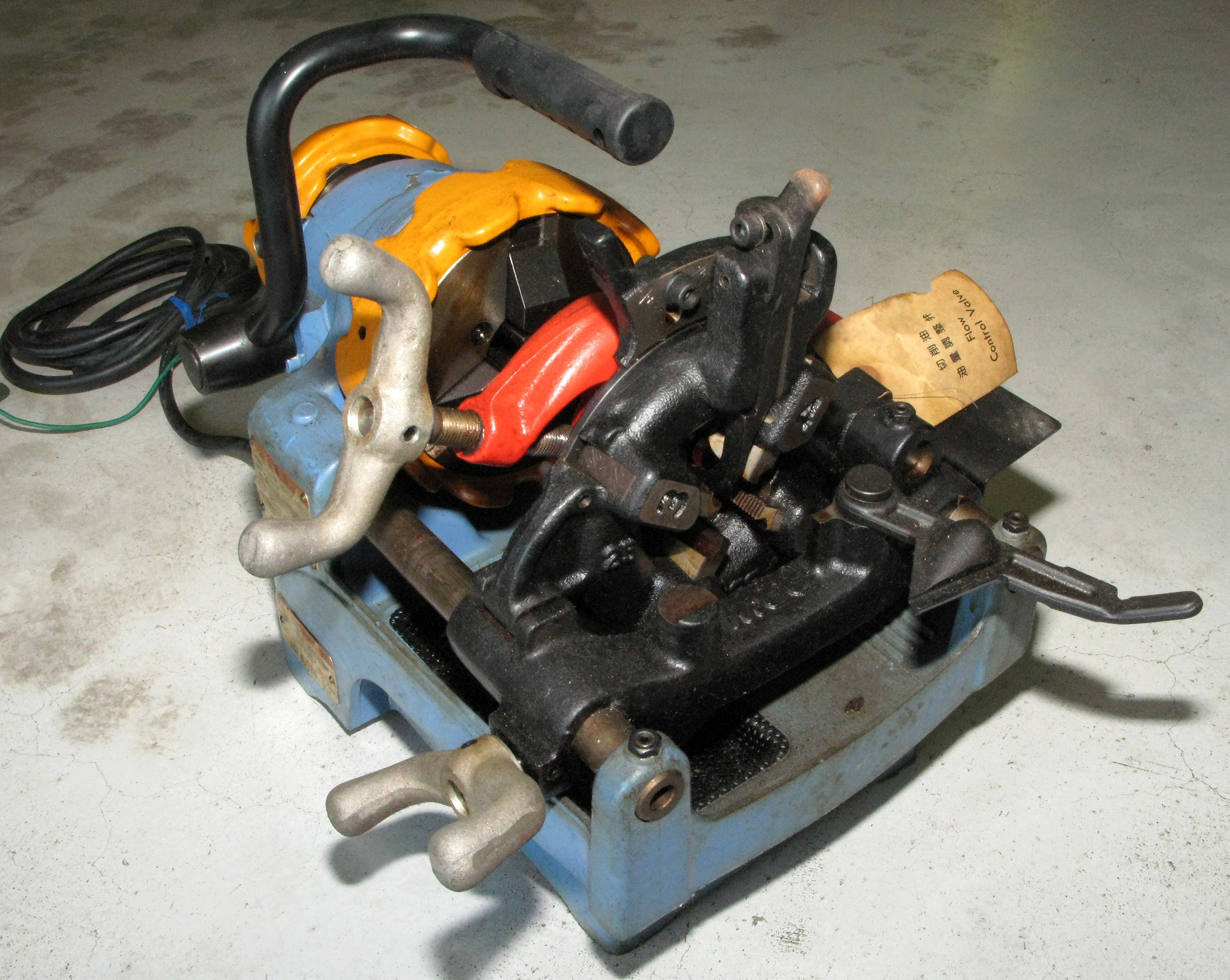
パイプマシン　サイズ25

パイプマシン(英語: Pipe Threading Machine)または日本語の「ねじ切り機」とは、水道とガスや各種気体等の配管に使用する鋼管を、接合するための様々な加工を施す電動工具である。鋼管切断用の「パイプカッタ」に併せ、管内面を面取りする「リーマ」とねじ切りする「ダイヘッド」の機能を有する。パイプマシンが開発されるまで「パイプねじ切り器（オスタ型・リード型）」を用いるねじ切り作業は重労働であった。
発売後数年間に職人達は『パイセット』と呼称していたが、市場に最も多く普及し多数の機種が開発された1970年代には、アサダは「パンダ」、松阪鉄工所は「黒豹」、レッキス工業は「牛若」「アポロ」と各社がペットネームを付けていた。2000年頃迄は鋼管の配管作業に必須な工具であり、水道やガス工事の作業車に常時搭載されていた。

## 日本での歴史
各社のパイプマシン製造開始年 
- 1953年 -「Asada」アサダ株式会社（旧・東海鉄工所）が国産初の可搬式電動パイプねじ切り機「パイセット」開発・製造開始。
- 1954年 -「Ogura」株式会社オグラがパイプマシン開発・製造開始。現在は販売中止。
- 1961年 -「REX」レッキス工業株式会社がパイプマシン製造開始。1996年には中国工場を創立。
- 1965年 -「MCC」株式会社松阪鉄工所がパイプマシンPM02製造開始。
- 開始年不明 -「SONE」株式会社曽根工具製作所（現・育良精機）。現在は販売中止。

ガスや水道の配管は1990年代後半から2000年頃までに、腐食による錆、耐震対策、施工簡略化などの観点から鋼管がポリエチレンやポリブテンなどの樹脂管に置換されたため、パイプマシンの国内需要は補修工事や工場設備用配管など限定的用途に縮小して、製造各社は製品を廃止したりアジア諸国で製造と販売を新規展開している。

## 能力 (性能)
鋼管、被覆鋼管、圧力鋼管、ステンレス管の、切断、内面取り、ねじ切りを一台で賄う。管に各規格ねじ、棒鋼材に左右ボルト用ねじ、それぞれをチェーザ （刃物）を交換して切削出来る。

## 各機能構成部について

### 機械本体
主にアルミ鋳造品で、その製造方法は販売数や大きさを考慮してダイキャスト・グラビティ・砂型鋳造となっている。

### フロントチャック
フロントチャックは、ハンドホィールとフロントスクロール・チャック本体・爪から構成されている。スクロールは、渦巻状の凸凹を具備し爪本体の凸凹と互いにかみ合っており、ハンドホィールを回す事によってスクロールに回転が伝わり、爪本体が主軸の中心方向に進み、爪本体に付いている爪が管に突き刺さる事により管をねじ切り時に発生する回転負荷に対して滑らない様に保持する構造となっている。爪は、管の回転トルクが増すに連れ管により強く噛み込む工夫がなされており、ねじ切りの大きなトルクが加わっても滑らない様になっている。又、噛み込みは、一定量で停止するようになっていて管を変形させないように考慮されている。この方式については、各メーカが特許登録となるオリジナルな方式を開発採用している。ハンドホィールとスクロールの連結部には、回転に対して同期しない角度範囲があり、その範囲を使ってハンマー効果により、より強くスクロールをたたきつけ爪をハンマーで打ち込む様に衝撃的に管に食い込ませる事が出来る。ヨーロッパ製の大きなサイズのパイプマシンには、電動で管を保持する自動チャックを備えているタイプもある。

### 減速機
シリースモータを使用している減速機は、密閉式でグリース潤滑である。シリースモータは、モータに加わる負荷によって回転が低下し、トルクは大きくなる特性がある。この特性を利用して、管のサイズに合った切削速度（主軸回転数）になる様に減速比を設定する。コンデンサーモータの場合は、常に回転数が一定である事より、主軸の回転数を変えてねじ切りする管に適正な切削速度となる主軸回転数となるように、ギアチェンジ機構が必要となる。作業者は、管のサイズに合った減速比となるように変速ハンドルによってあらかじめ回転数を決めておく必要がある。ねじ切り負荷の変化に関係なく、静かな音で一定の安定した回転数（適正切削速度）を得る事が出来る。

### モータ
モータには、2種類が採用されている。シリースモータ(整流子モータ)と単相コンデンサモータである。それぞれの特色をパイプマシンの機能に生かされて選択されている。シリースモータは、軽量小型である事より比較的対象鋼管の小さいタイプに使用され、3インチ(80A)までのパイプマシンに採用されている。発売当初は、カーボンブラシを一定期間使用すると磨耗のため交換する事をユーザに説明していたが、交換しないユーザが多くショートによるモータ焼けの修理が多く出ていた。そこでメーカは、ある程度使用してブラシが磨耗すると通電しなくなりモータが回らなくなるブラシを開発して取り付けるようになり、この問題は解決する事が出来た。但し、モータ音は、かん高く大きいので夜間での使用は、周辺住民の苦情となる事がある。電圧の切替（日本であると100Vと200V）を必要とする機種には、コンデンサモータが使用される。モータ自体がシリースモータに比べ大きく又価格的にも上であるが、静かというメリットがある。主軸の回転数を変えるために変速装置が必要となり、減速機自体も大きく複雑となる。主に3インチ（80A）以上の機種に採用されている。逆転は、左ねじのねじ切りの場合に必要となる。

### 往復台
往復台は、機械本体の支持棒に取付けられ、主軸と同軸上に左右にスライドする事が出来る。スライドの為の送りハンドルと切削オイルの通る穴が加工によって形成されており、ダイヘット・パイプカッタ・リーマを取付ける事ができる。ダイヘッドはねじ切り位置では、切削油が往復台内部を通ってダイヘッドの注油部から管にかかる様になっており、ねじ切りが終わってダイヘッドを持ち上げると自動的に切削油が往復台下部から出るように切り換わる。切削油の量は往復台に付いているダイヘッドピンやダイヘッド自身にて調整する事が出来る。ダイヘッドは、管のサイズによって脱着交換する事が出来る。

### ダイヘッド
ダイヘッドには、手動・自動切上げ・倣い方式のダイヘッドがある。手動ダイヘッドは、ハンドルをスイングする事によってチェーザを管に対して前後する事が出来る。規定のねじ長さがチェーザのねじ長さ寸法より長い場合は、徐々にハンドルをチェーザが拡がる方向にスイングさせて規定のテーパねじを切る。この場合は、熟練を要する作業である。自動切上げダイヘッドは、主に手動とは別に規定のねじ長さを満足させる事が出来るねじ長さのある幅広チェーザが採用されている。各サイズの規定ねじ長さになると、切上げレバーが管端部に当たり徐々にチェーザを拡げ切上げ時にねじに段差の付く事が無いようにチェーザが拡がって、その後管とチェーザが一気に離れる事によりねじ切りが終了する。切上げレバーを各サイズのねじ長さに調整する必要がある。
倣いダイヘッドは、管用（くだよう）テーパねじ専用でチェーザのねじ長さが手動ダイヘッド用チェーザよりも短いチェーザとなっており、切削負荷を小さくする事が出来る。往復台に取付けられた傾斜板にダイヘッドのカムプレートと連動したローラを具備した部分が接触していて、傾斜板によりカムプレートが徐々に回転する事によりカムプレート凸部に取付けられている凹部をもったチェーザが拡がる方向に移動してテーパねじを切る事が出来る。（REXパイプマシン150A）

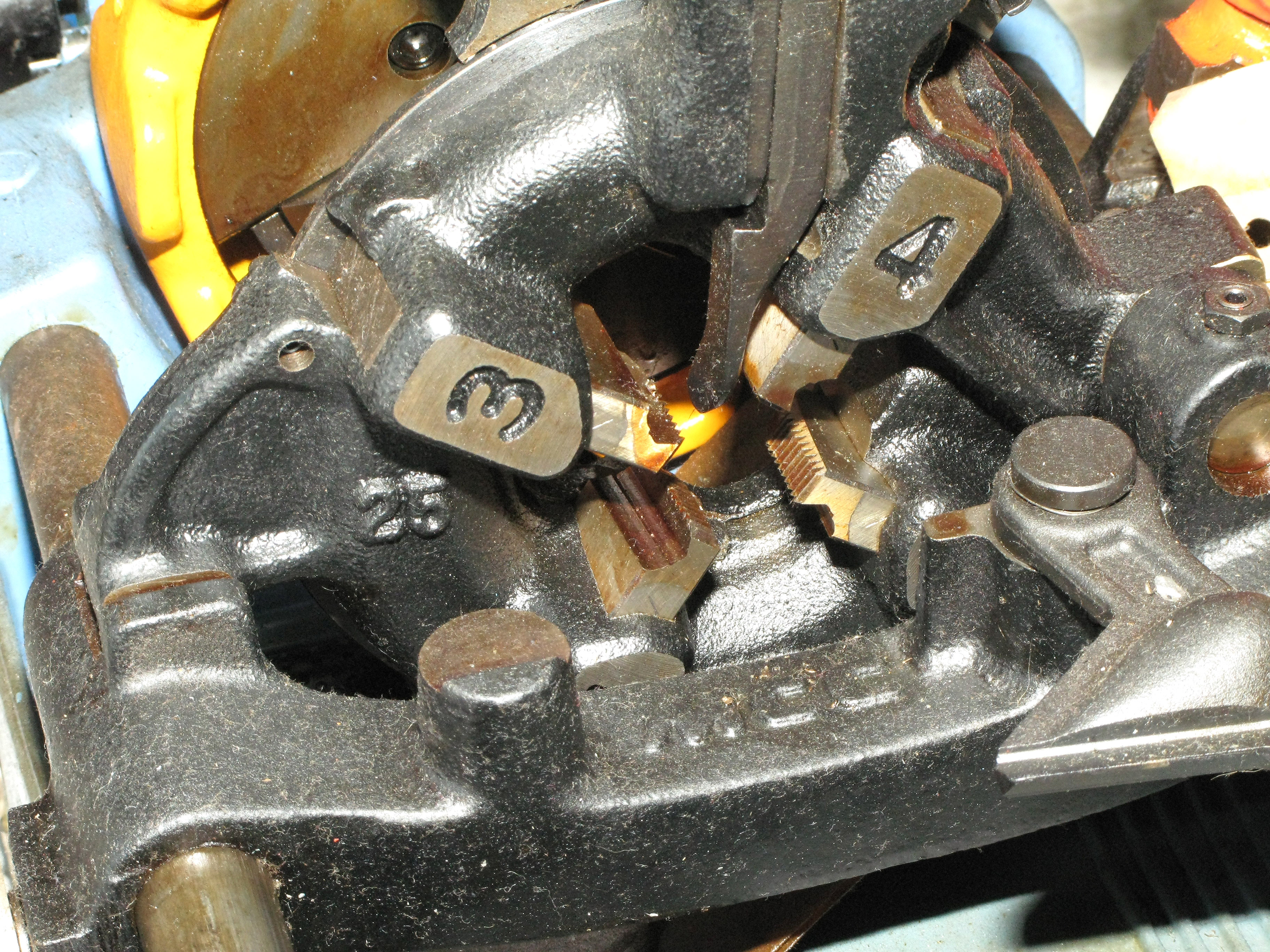
ダイヘット&チェーザ&リーマ

### チェーザ
チェーザは、管への食い付き部とねじ部からなっている。食い付き部は、鋼管の場合は一段であり、外被覆鋼管の場合は、二段となっている。各部のすくい角度・逃げ角度・ねじ幅寸法の管軸方向の傾斜等が、切削性能に影響する。又、バニシングといって切削後のねじを押さえて仕上げる方法をとる場合もある。送りハンドルにてチェーザをねじ切りする管端面に強く押し付けて管に食い付かせる。
パイプマシンには、旋盤のような親ねじによるねじの送り機能は付いていない。チェーザのリード角によってねじ送りが行なわれる。
テーパねじの場合、一組のチェーザで同一ねじ形状の場合は、2から3サイズのねじ切りに使用出来る。PT（管用テーパねじJIS B0203）・PF（管用平行ネジ）・BSPT（British Standard Pipe Tapered Threadsイギリス管用テーパねじ）en:British standard pipe thread・NPT（American Standard Taper Pipe Threads for Generall Useアメリカ管用ネジ）en:National pipe thread・C（Scre Thrad for Conduit Tube 電線管用ネジ）・M 左右メートルネジ・W（Whitworth Therad ウィットネジ）用のチェーザが一般的に標準仕様品及び特別付属品でメーカに揃っている。3インチ（80A）までは、4枚チェーザで、それより大きいサイズになると切削負荷と管の変形を低減する為に枚数は増えていく。一定数使用後、ねじ切り後のねじに不具合（むしれ・山とび等）が見つかった場合は、チェーザを交換する必要がある。各チェーザに1  2  3  ・・と番号が付けられており、メーカは全数テストねじ切り後出荷しているので1組での交換を推奨している。尚、難削材のステンレス管の場合は、専用のチェーザと切削油を使用する事が一般的である。他に、鋼管の突合せ溶接用に外面取りをするベベリングバイトや管外周に溝を切るグルービングバイトがある。

### パイプカッタ
往復台に取付け、管の切断に使用する。カッタホィール式とバイト式がある。主には、カッタホィール式であり、管の種類によって鋼管用・外被覆鋼管用・ステンレス管用等がある。外被覆鋼管用は、刃高さが高く薄いホィールとなっている。ステンレス管用は材質も一般用に比べ難削材対応の材質を採用しており、断面形状についても切れ味と強度と耐久性とを兼ね備えた物となっている。
内被覆鋼管の場合は、カッタホィールを使用すると鋼管部と内被覆樹脂部が剥離し、この部分に腐食が発生するため、使用が禁止されている。メタルソー又は鋸での切断となっている。往復台にメーカ専用のメタルソーカッタを取付けて使用するか、別途バンドソーや鋸盤で管を切断後パイプマシンで作業を行う。

### リーマ
切断した管の流体の流れを良くする為に内バリを取るために使用する。

## 主要メーカ
- 日本国内
  - レッキス工業（REX）- 国内トップメーカ。
  - アサダ（Asada）
  - 松阪鉄工所（MCC）

- 日本国外
  - RIDGID
  - ROTHENBERGER
  - REED
  - Virax
  - ROLLER
  - REMS

## 手動型

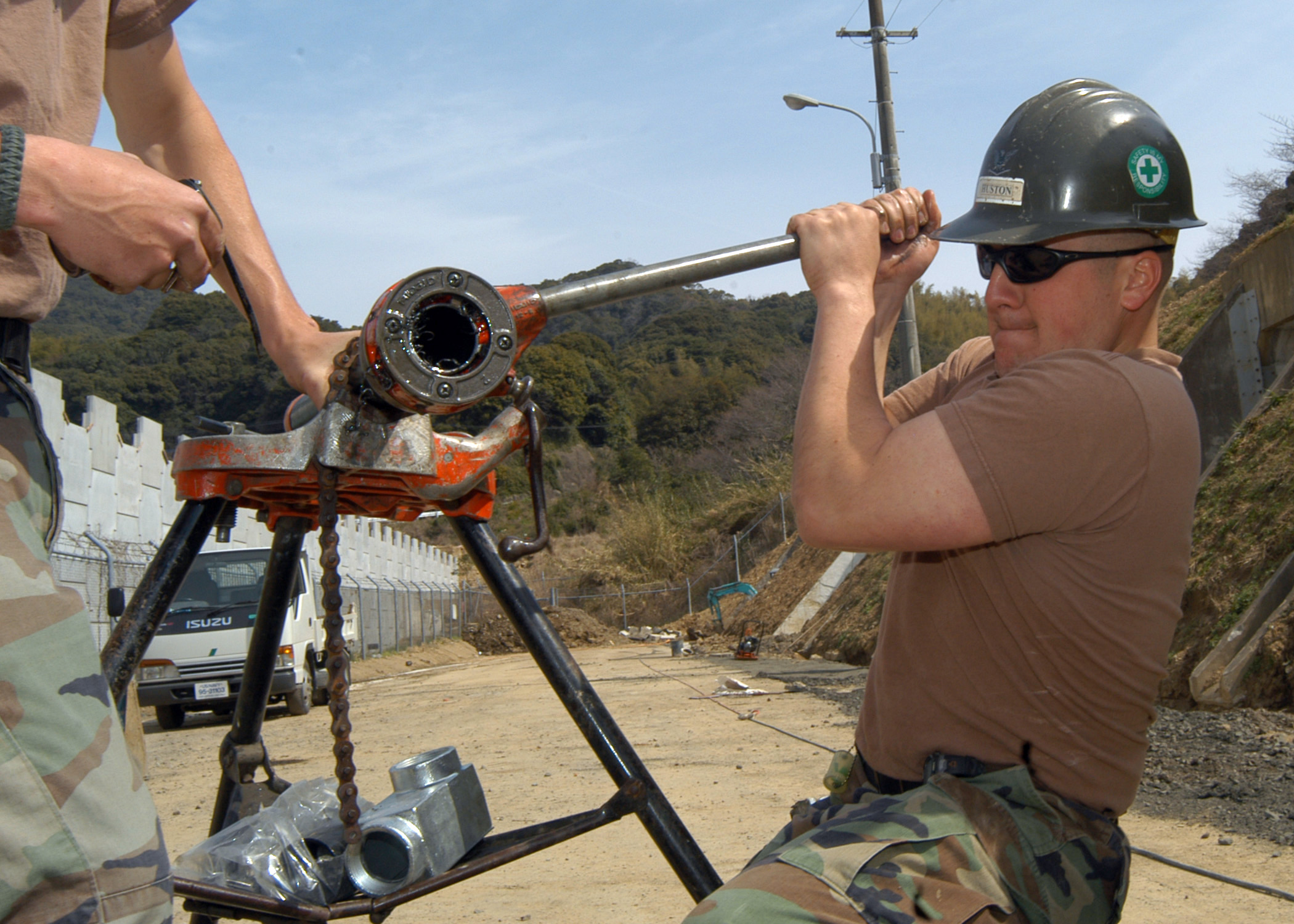
手動ねじ切り器による作業を行うアメリカ海軍シービー

手動のねじ切り器は体力が必要で時間もかかるため工事には使われていないが、電源が確保できない場合にも使用できるため、軍の工兵隊などでは訓練が行われている。